# Strelitzia reginae
Espèce
Classification APG III (2009)
Strelitzia reginae est une espèce de plantes ornementales de la famille des Strelitziaceae originaire d'Afrique du Sud. C'est le plus connu des oiseaux de paradis car on le trouve facilement chez les fleuristes.

## Dénomination
Son nom provient de la forme curieuse de ses fleurs qui ressemblent à une tête d'oiseau. Il est très courant dans les massifs publics dans les régions au climat doux ou dans les jardins tropicaux et subtropicaux.

## Description
Plante vivace en climat tropical au feuillage persistant. Originaire d'Afrique du Sud, la plante est implantée et cultivée dans de nombreuses régions tropicales ou semi-tropicales dont Guyane, Guadeloupe, Martinique, Haïti et sur l'île de Madère 
- Floraison orange et bleu : juin à septembre
- Rusticité : zone 9a (-5°C)
- Hauteur : (en terre) : jusqu'à 2 m, (en pot) : 80 cm.
- Type de sol : riche, mélange de terre de jardin, de terreau et de sable
- Acidité du sol : neutre
- Température minimale : −5 °C - Température maximale : 45 °C
- Exposition : mi-ombragé
- Toxicité : graines

## Culture
Cette plante originaire d'Afrique du Sud préfère les sols riches en matière organique, il est donc conseillé de lui apporter du compost. Excepté dans les zones non gélives, l'oiseau de paradis doit être cultivé en bac et il doit hiverner dans une véranda où la température ne descendra pas en dessous de 10 °C. Durant cette période, il est préférable de poursuivre l'arrosage en veillant à ce que le terreau ne dessèche pas complètement. En extérieur, en dessous de −2 °C, les feuilles s'abîment et finissent par disparaître. Il est possible que la souche reparte au retour du printemps.
- Méthode de multiplication : la multiplication par division des rejets au printemps est la plus adaptée même si le semis n'est pas à exclure. Semis au chaud à 20 °C (de 3 à 5 ans avant la première floraison)

- Plantation, rempotage : printemps

- Maladies et insectes nuisibles : la pourriture, les pucerons et les cochenilles

## Galerie

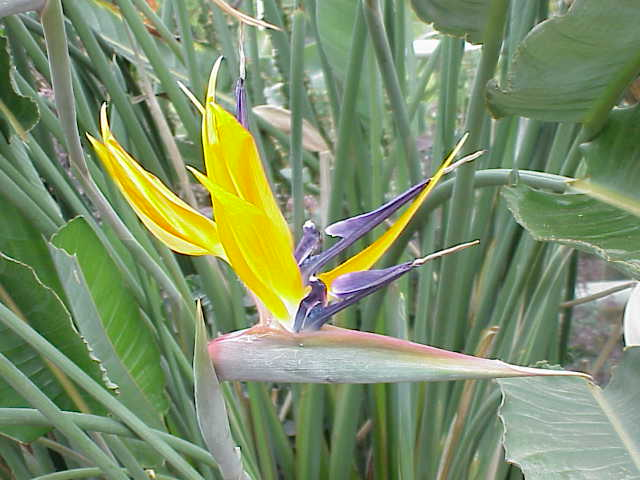
Strelitzia reginae var. citrina Hort
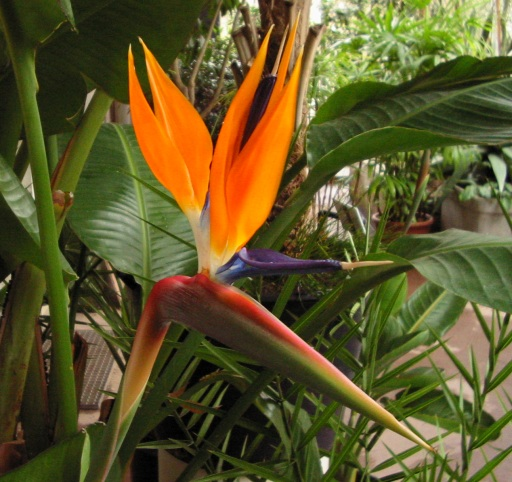
Strelitzia reginae
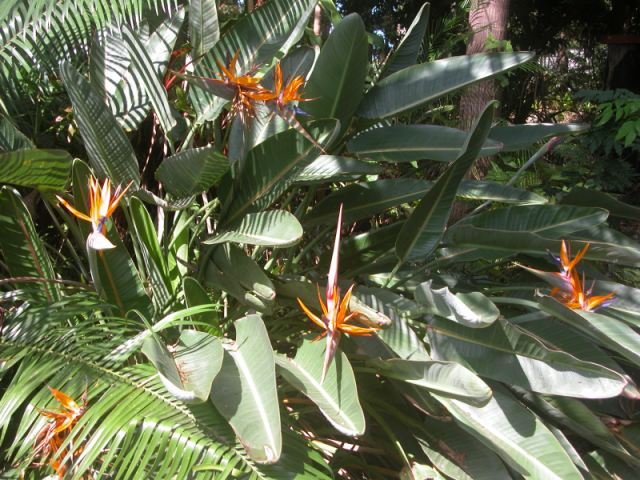
Strelitzia reginae
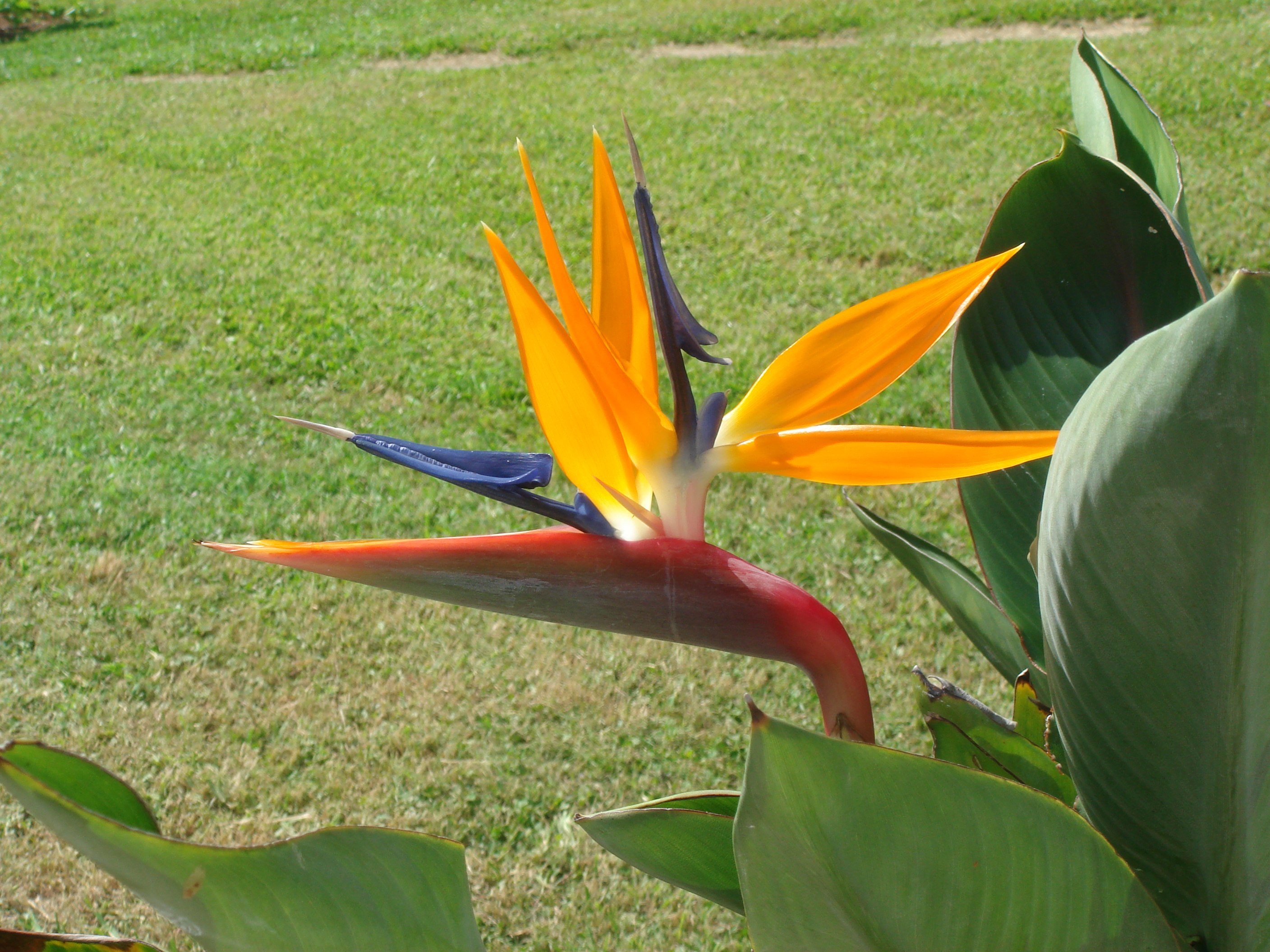
Strelitzia reginae
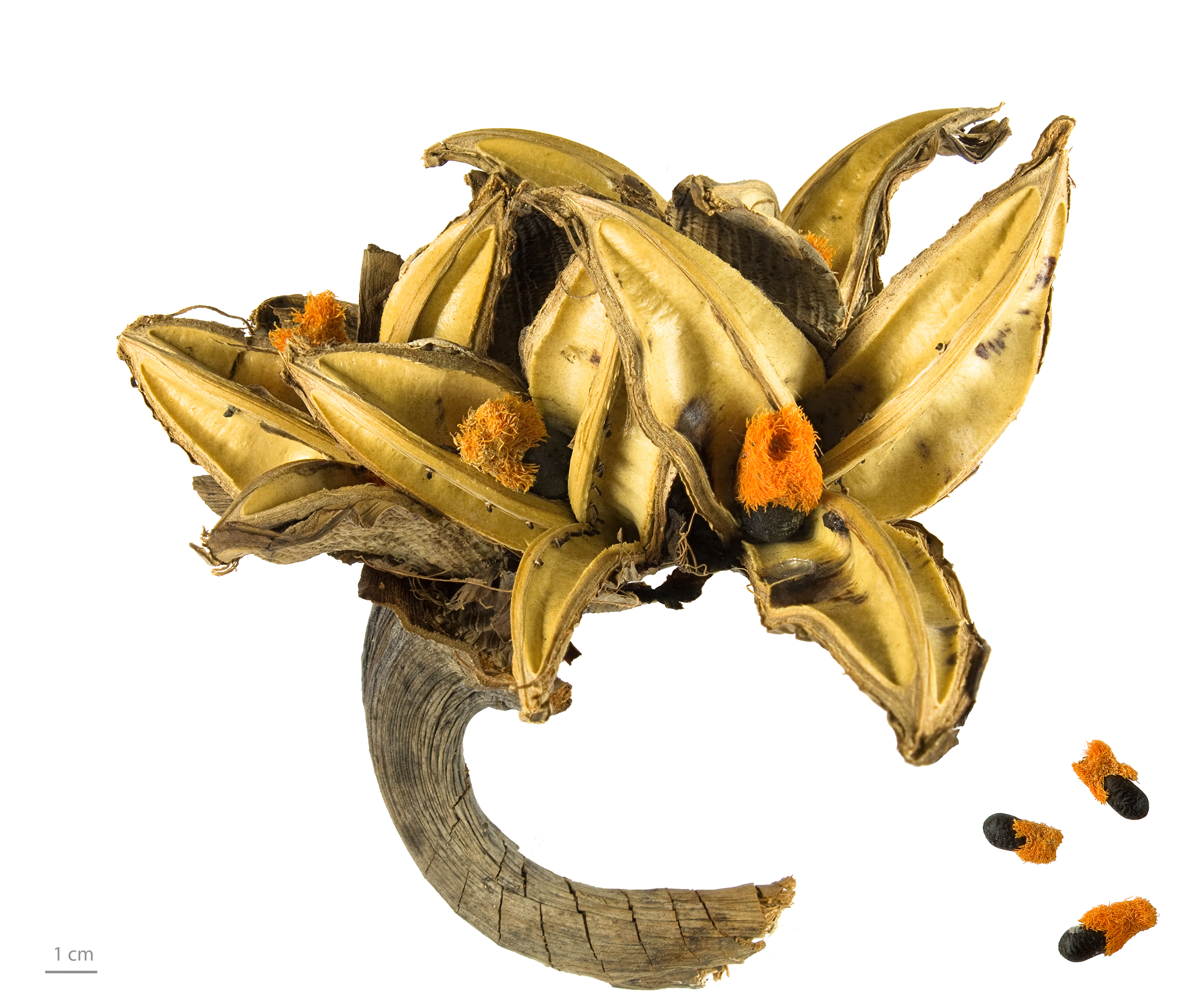
Fruits et graines - Muséum de Toulouse